# Brúixola
|  | Aquest article tracta sobre un instrument de mesura. Vegeu-ne altres significats a «Brúixola (constel·lació)». |

Brúixola moderna.

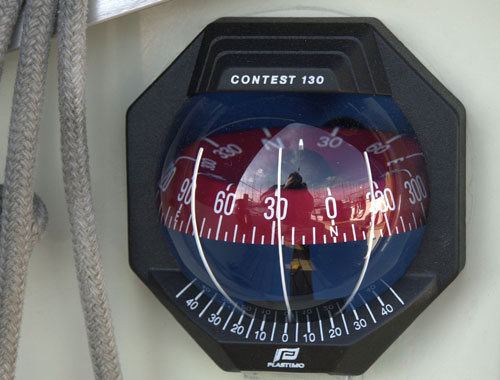
Brúixola nàutica.

La brúixola (o búixola o compàs) és un instrument que serveix per a l'orientació geogràfica mitjançant una agulla que assenyala aproximadament la direcció nord-sud, i est-oest i que es basa en les propietats de les agulles magnetitzades. La seva agulla imantada assenyala el Nord magnètic, que és diferent per a cada zona del planeta, i diferent del nord geogràfic. Utilitza el magnetisme terrestre. L'agulla imantada indica la direcció del camp magnètic terrestre, apuntant cap als pols nord i sud. No funciona correctament en les zones polars nord i sud, a causa de la convergència de les línies de força del camp magnètic terrestre.
Tècnicament, la brúixola és un giny magnètic amb una agulla que indica la direcció del pol Nord magnètic de la magnetosfera del planeta. Qualsevol aparell de mesura amb una barra o agulla magnetitzada capaç de voltar lliurement sobre un piu per tal d'apuntar en la direcció del Nord o del Sud la podem considerar una brúixola.
És un aparell de mesura que serveix per determinar qualsevol direcció de la superfície terrestre per mitjà d'una agulla imantada lliure que sempre s'alinea amb el camp magnètic terrestre. A la brúixola hi ha marcats els punts cardinals: Nord, Sud, Est i Oest. La primera forma de brúixola va ser inventada a la Xina al segle ii, i es va començar a usar per a l'orientació en terra el 1044.
Les brúixoles usades pels exèrcits solen utilitzar altres sistemes d'escala (veure  classificació, també anomenat gon mil·lèsima)

## Història de la brúixola

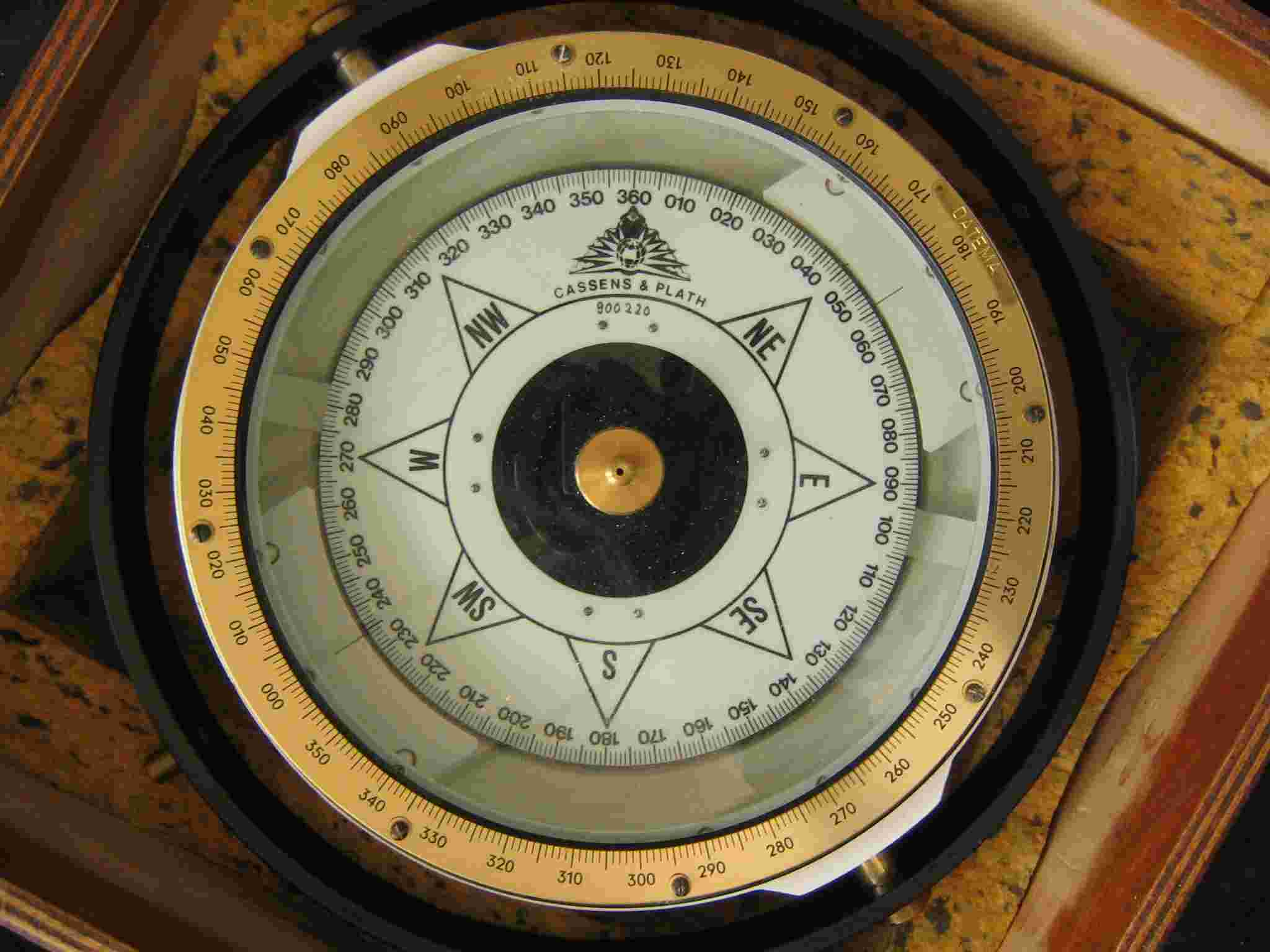
Brúixola antiga.

Es creu que va ser inventada a la Xina, aproximadament al segle ix i, inicialment, consistia en una agulla imantada surant en un atuell ple d'aigua. Més endavant es millorà per fer-la més petita i incrementar-ne la practicitat, tot canviant el vas d'aigua per un eix rotatori, i afegint una «rosa dels vents» que serveix de guia per calcular direccions o rumbs. Actualment les brúixoles han rebut petites millores que, si bé no en canvien el sistema de funcionament, fan més senzills els mesuraments. Entre aquestes millores hi ha sistemes d'il·luminació, per a presa de dades en entorns foscos, i sistemes òptics per a mesuraments amb referències geogràfiques llunyanes.
El nom de brúixula o búixula procedeix de l'italià «bussola», mentre que en el lèxic nàutic s'usa també el sinònim compàs.
A mitjans del segle xx la brúixola magnètica es va començar a substituir —principalment en aeronaus— per la brúixola giroscòpica que, a hores d'ara, els giròscops es calibren amb feixos de làser.
La brúixola va sersubstituïda per sistemes de navegació més avançats i complets, com ara el GPS, que ofereixen més informació i precisió, tot i que encara és molt popular en activitats d'alta mobilitat o de manca d'energia elèctrica.

### Història prèvia
Abans de la creació de la brúixola, la direcció en mar obert es determinava amb la posició dels cossos celestes. Algunes vegades la navegació es recolzava en l'ús de sondes. Les dificultats principals que es presentaven amb l'ús d'aquests mètodes eren les aigües massa profundes per a l'ús de sondes, i que moltes vegades el cel estava massa ennuvolat, o el clima era molt boirós. La brúixola s'usava principalment per pal·liar aquests problemes, per la qual cosa cultures que no els patien no van usar gaire aquest instrument. Aquest és el cas dels àrabs, que generalment comptaven amb cels clars en navegar pel Golf Pèrsic i l'oceà Índic. Per la seva banda, els mariners del relativament poc profund Mar Bàltic van fer ús extensiu de les sondes. L'astrolabi, antiga invenció grega, també ajudava en la navegació.

### Mesoamérica
El descobriment d'un artefacte olmeca de magnetita, que funcionava de forma semblant a una brúixola, ha generat teories que «els olmecas podrien haver descobert i usat una brúixola de magnetita des d'abans de l'any 1000 AC».

### Xina

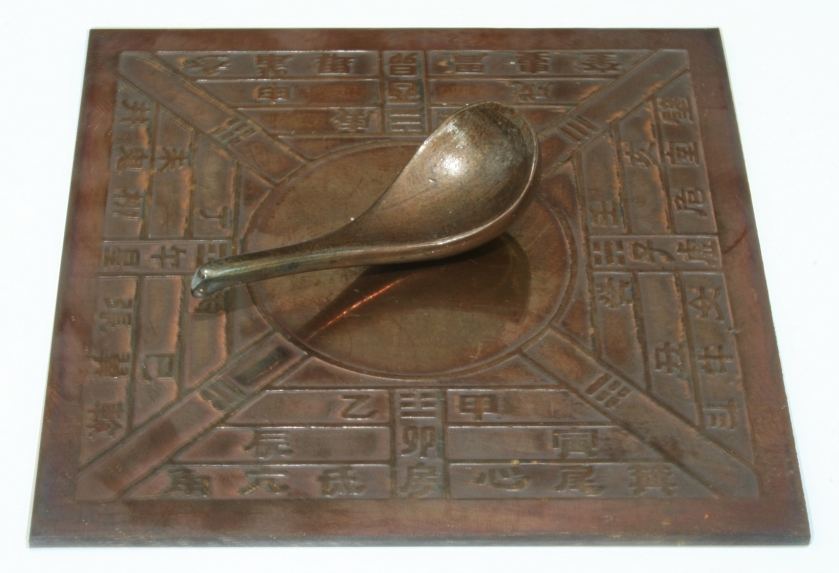
Model d'una cullera que assenyala al sud (anomenat Sinan) des de la dinastia Han (206 aC - 220 dC) (Hi ha una certa discussió sobre la utilitat històrica de l'objecte)

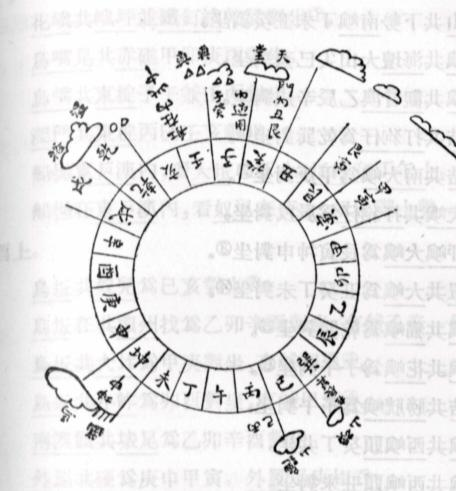
Diagrama d'una brúixola de la dinastia Ming.

Joseph Needham atribueix la invenció de la brúixola a la Xina en  Science and Civilization in Xina (Ciència i Civilització a la Xina) , però, com que hi ha desacords en la data d'aparició de l'artefacte, és apropiat llistar literatura antiga que fa referència a la seva possible invenció, en ordre cronològic:
- La més antiga referència al magnetisme en la literatura xinesa es troba en un llibre del segle IV anomenat 鬼谷 子: «Llibre del cap de la vall dels dimonis» (fins ara-juliol de 2009 dC. - més conegut per la seva transcripció a l'anglès com: Book of the Devil Valley Màster): «La magnetita fa que el ferro vingui, o l'atreu.»[6]

- El primer esment de l'atracció magnètica d'una agulla es troba en un llibre xinès escrit entre els anys 20 i 100 (Louen-heng): «Una magnetita atreu una agulla."[7] el 1948, Wang Tchen-touo intentar construir una brúixola en forma de cullera que apuntava cap al sud, a partir del text. No obstant això, va apuntar que «no hi ha cap esment explícit d'una imant al Louen-heng » i que «s'han d'assumir algunes hipòtesis per poder arribar a alguna conclusió».[8]

- La primera referència a un dispositiu magnètic que va servir per a assenyaler adreces és en un llibre de la Dinastia Song amb dates de 1040-44. Allà hi ha una descripció d'un «peix que assenyala al sud" en un bol d'aigua, que s'alineava a si mateix cap al sud. En l'escrit, l'objecte es recomana com a mètode d'orientació en «la foscor de la nit». No hi ha, però, cap menció al seu ús en navegació, ni de com el peix va ser magnetitzat.[9]

- La primera referència indiscutible a una agulla magnetitzada en escrits xinesos apareix el 1086.[10] El «Assaig del tresor dels somnis» escrit per Shen Kuo, de la dinastia Song, contenia una descripció detallada de com els geomantes magnetizaren una agulla fregant la seva punta amb magnetita, i penjant l'agulla magnètica amb una fibra de seda amb una mica de cera enganxada al centre de l'agulla. Shen Kuo va assenyalar que una agulla preparada d'aquesta manera algunes vegades apuntava cap al nord i altres cap al sud.

- El primer escrit que fa al·lusió a l'ús d'una agulla magnetitzada en navegació és el llibre «Xerrades de la taula de Pingzhou» (per ara més conegut fora de la Xina per la seva transliteració a l'anglès com  Pingzhou Table Talks , de Zhu Yu, amb data de l'any 1117: «El navegant coneix la geografia, ell observa les estrelles en la nit, observa el sol en el dia; quan fa fosc i ennuvolat, ell observa la brúixola». Això, és clar, hauria rebut una valuosa ajuda del descobriment de Shen Kuo del concepte del nord veritable: la declinació magnètica cap al pol nord magnètic.

Moltes de les antigues brúixoles xineses eren utilitzades en el marc conjunt de la màgia i de la ciència i la protociencia, per exemple la brúixola magnètica és un instrument fonamental en la geomància i el Feng Shui; les brúixoles xineses tradicionals per al  Feng Shui  en lloc dels punts cardinals (NESW/O) solen tenir per marc un hexagrama binàri d'I Ching, és a dir com brúixoles xineses estan en el centre del diagrama anomenat Pa Kua i el punt cardinal que solen utilitzar de referència és el Sud, ja que per a la tradició Xina el Nord era nefast (pel fred s'associava a la mort) i per oposició el Sud era (com l'Est) fast o benaurat (d'allí consideraven que venia la calor i, amb això, la vida).

### Desenvolupaments i usos posteriors a la Xina
- El primer ús d'una brúixola de navegació de 48 posicions en el mar és en un llibre titulat «Les duanes de Cambodja», escrit per Zhou Daguan, diplomàtic de la dinastia Yuan. Allà es descriu el seu viatge el 1296 des Wenzhou fins a Angkor Thom, on un mariner va prendre una  direcció de l'agulla  de «ding wei», equivalent a 22/5° SO. Després d'arribar a Baria, el mariner va prendre una dada de la «Agulla (brúixola) de Kun Shen", o 52.5° SOTA.[11]

- El mapa de navegació de Zheng He, també conegut com el «Mapa Mao Kun», conté una gran quantitat de detallades  preses d'agulla  de viatges de Zheng He.[12]

- Un manual d'instruccions titulat  Shun Feng Xiang Song  (Vents propicis-o justs-per companyia) a la Biblioteca Bodleiana de conté gran detall sobre l'ús de la brúixola de navegació.

### Difusió

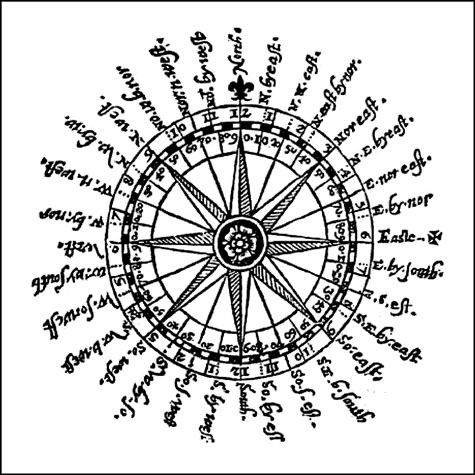
Rosa dels vents d'una brúixola de navegació.

Hi ha un gran debat sobre què va passar amb la brúixola després de la seva aparició a la Xina. Diferents teories inclouen:
- Viatge de la brúixola des de la Xina fins a l'Orient Mitjà a través de la ruta de la seda, i després a Europa.
- Transferència directa de la brúixola de la Xina a Europa, i després d'Europa a l'Orient Mitjà.
- Creació independent de la brúixola a Europa, i després pas d'aquesta a l'Orient Mitjà.

Les dues darreres teories es basen en evidències d'aparició de la brúixola en treballs europeus abans que en aràbics. El primer esment europeu d'una agulla magnetitzada i el seu ús entre mariners és al llibre  De naturis rerum  (Les coses naturals), d'Alexander Neckam, probablement escrit a París el 1190. Una altra prova d'això inclou la paraula àrab per «brúixola» ( al-konbas ), similar a  Kompass  o  compass  de les llengües germàniques, possiblement derivada de la paraula italiana  compasso, per la forma circular de la caixa de la brúixola.
| «                                      | ... Nautae etiam mare legentes, cum beneficium claritatis solis in tempore nubilo non sentiunt, aut etiam cum caligine nocturnarum tenebrarum mundus obvolvitur et ignorant in quem mundi cardinem prora tendat, acum super magnetem ponunt, quae circulariter circumvolvitur usque dum, ejus motu cessante, cuspis ipsius septentrionalem plagam respiciat... | » |
| — De naturis rerum. Alexander Neckam.> | |   |

Al món àrab, la referència més primerenca al dispositiu es troba al «Llibre tesaurus dels mercaders» (conegut per la  transcripció a l'anglès com: The Book of the Merchant's Treasure ), escrit en àrab per Baylak al-Kibjaki al Caire el 1282. Com que l'autor diu que ha presenciat l'ús d'una brúixola en un viatge en vaixell 40 anys abans, alguns erudits s'inclinen a avançar la data de possible aparició de l'objecte. També hi ha una menció musulmana d'una brúixola, en forma de peix de ferro, en un llibre persa de 1232.
A Europa, la brúixola és oficialment coneguda des del Renaixement, inicialment es va creure que funcionava per bruixeria. La paraula prové d'una alteració del llatí vulgar buxida ‘capsa’. Des de final de l'edat mitjana i fins a mitjan  segle xix es va creure que l'agulla imantada apuntava cap al Pol Nord i es creia que això passava perquè —se suposava— hi havia al Pol Nord una gegantina muntanya de ferro o de magnetita enmig d'una illa (imaginària) que es va anomenar Rupes Nigra.

### Possible invenció independent a Europa

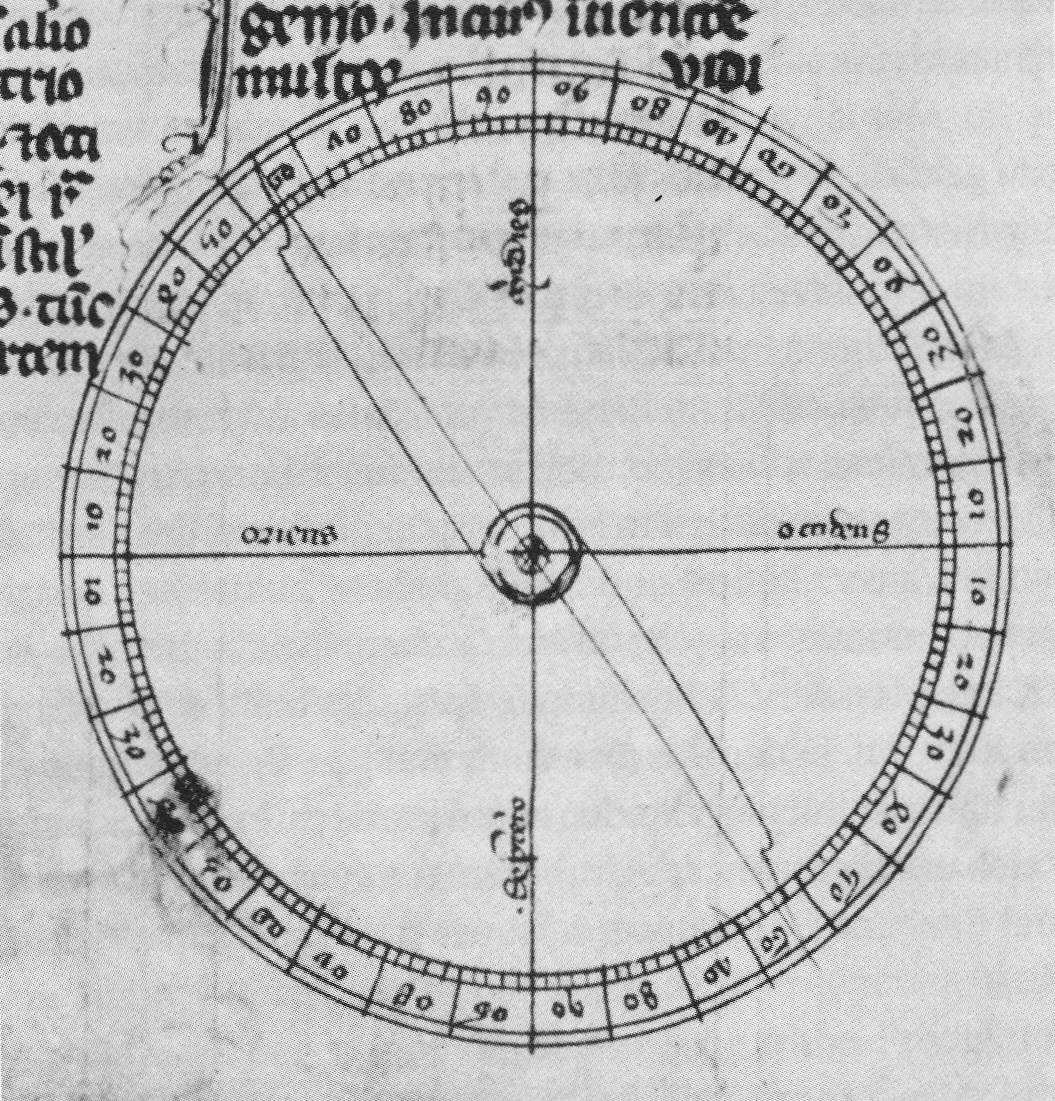
Agulla rotatòria d'una brúixola en una còpia de la 'Epístola de Magnete' de Peter Peregrinus (1269).

Hi ha diversos arguments a favor o en contra de la teoria que la brúixola europea va ser un invent independent.
Arguments a favor:
- La brúixola de navegació europea apunta al nord, contrari a la brúixola xinesa que sempre apunta al sud.

- La brúixola europea sempre ha tingut 16 divisions bàsiques, no 24 com la xinesa.[19]

- L'aparent impossibilitat dels àrabs de servir com intermediaris entre est i oest a causa de l'aparició més primerenca de la brúixola a Europa[13] que al món musulmà.[16][17]

- El fet que la brúixola europea va evolucionar ràpidament de l'agulla magnetitzada (1190)[13] a la brúixola seca (al voltant de 1300)[20] podria indicar que l'anterior invent de l'artefacte d'agulla va ser fet independentment.

Arguments en contra:
- La prioritat temporal de la brúixola de navegació xinesa (1117) comparada amb l'europea (1190).[13]
- La forma comuna de les primeres brúixoles europees, amb una agulla surant en un vas d'aigua.[21]

### La brúixola seca

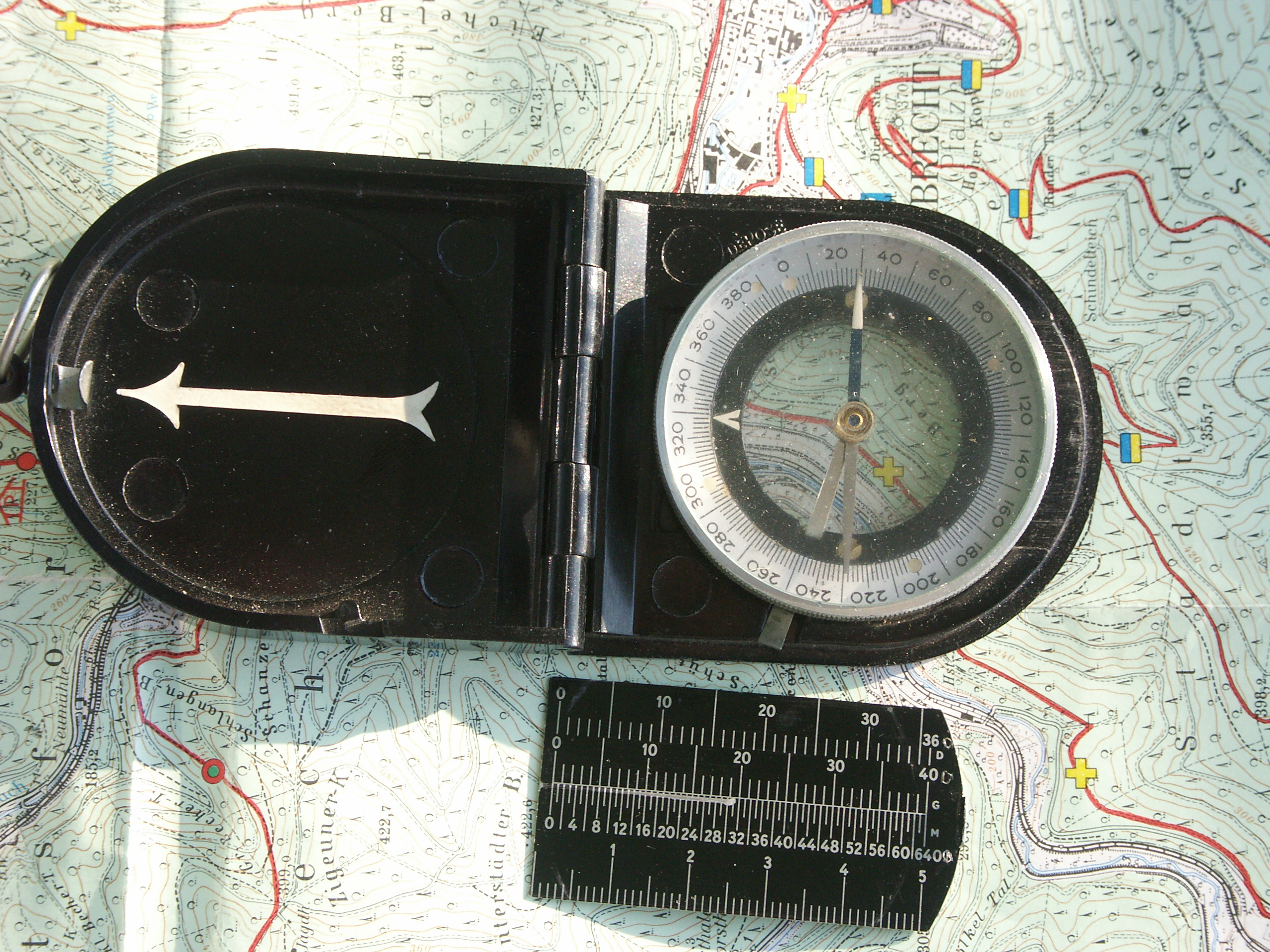
Brúixola seca

La brúixola seca s'inventà a Europa pels volts del 1300. Consta de tres elements: una agulla magnetitzada; una caixa amb coberta de vidre; i una carta nàutica amb la rosa dels vents dibuixada en una de les seves cares. La carta s'adheria a l'agulla que, al seu torn, estava sobre un eix, de manera que podia girar lliurement. Com la brúixola es posava en línia amb la quilla del vaixell i la carta girava sempre que el vaixell canviava de direcció, l'aparell indicava en tot moment el rumb que portava el vaixell. Tot i que el sistema d'agulles en caixes ja havia estat descrit per l'erudit francès Petrus Peregrinus en 1269, va ser l'italià Flavio Gioia, pilot originari d'Amalfi, qui va perfeccionar la brúixola de navegació tot suspenent l'agulla sobre la carta nàutica. Aquest model de brúixola, amb l'agulla lligada a una targeta rotatòria, és descrit en un comentari de la Divina Comèdia de Dante (1380), i en altra font es parla d'una brúixola portàtil en una caixa (1318), el que ens permet afirmar que la brúixola seca era coneguda a Europa en aquesta època.

### Utilització en mineria
La brúixola es va utilitzar per primera vegada com a eina d'orientació sota terra a la ciutat minera de Massa, Itàlia, on agulles magnetitzades flotants es van emprar com a guies per determinar la direcció dels túnels a partir del segle xiii. A la segona meitat del segle xv, la brúixola formava part de l'equip bàsic que utilitzaven els miners del Tirol per a llurs treballs i per tenir una ubicació de la ruta planejada. El miner alemany Rülein von Calw (1463-1525). va escriure un tractat sobre els usos de la brúixola en feines subterrànies.

## Brúixola de mà

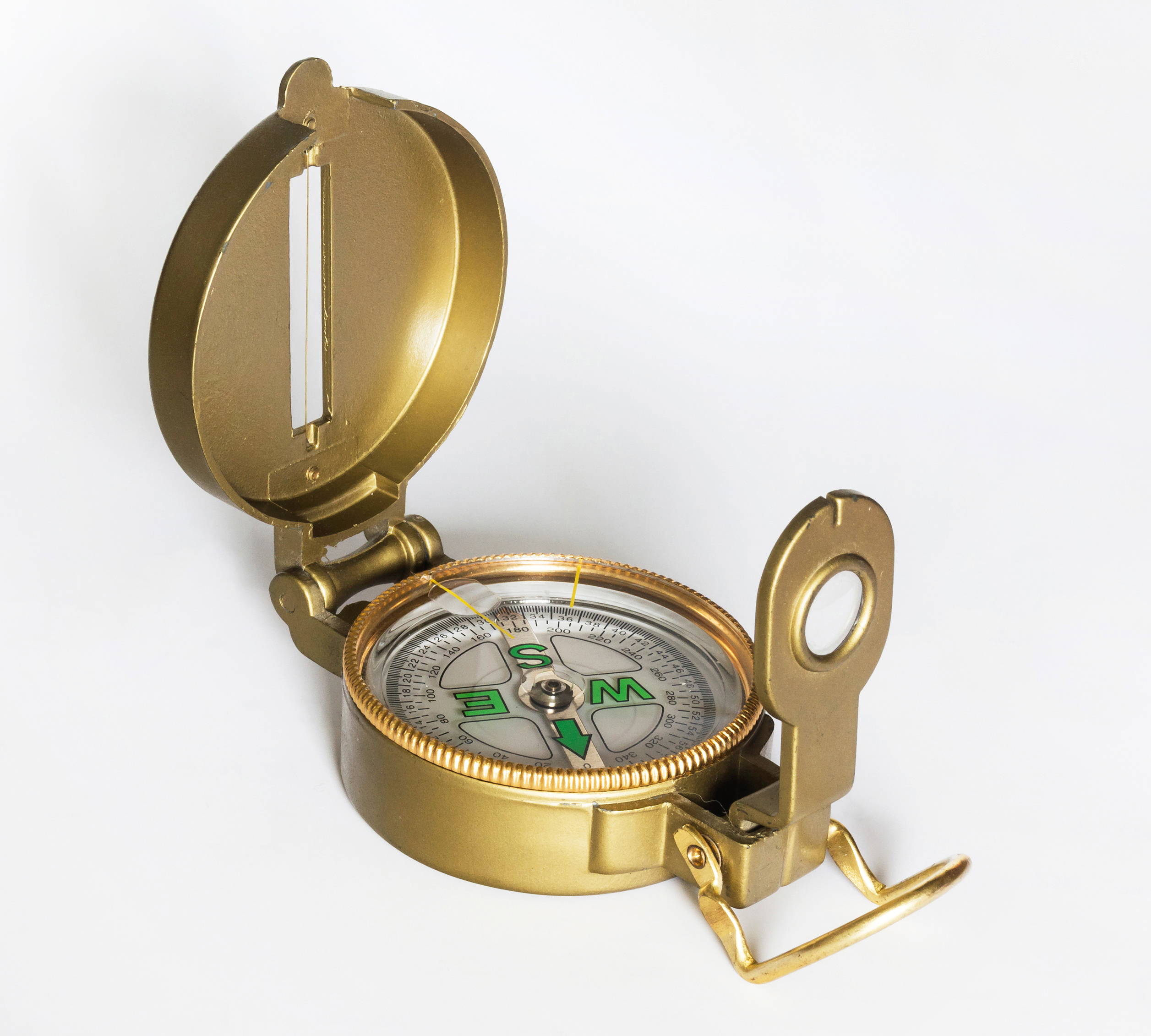
Brúixola moderna amb líquid.

Les brúixoles de navegació actuals utilitzen una agulla o disc magnetizats dins d'una càpsula plena amb algun líquid, generalment oli, querosè o alcohol; que fa que l'agulla s'aturi ràpidament en comptes d'oscil·lar repetidament al voltant del nord magnètic. Va ser el 1936 que Tuomas Vohlonen inventà la primera brúixola portàtil plena de líquid, dissenyada per a ús individual.
A més, algunes brúixoles inclouen un transportador que permet prendre mesures exactes de rumbs directament d'un mapa. D'altres característiques usuals en brúixoles modernes són escales per amidament de distàncies en mapes, marques lluminoses per condicions de poca llum, i mecanismes òptics d'acostament i observació (miralls, prismes, etc.) per amidar objectes llunyans amb gran precisió.
Algunes brúixoles especials usades actualment inclouen la brúixola de Quibla, usada pels musulmans per obtenir la direcció de la Meca en llurs pregàries, i la brúixola de Jerusalem, emprada pels jueus per trobar la direcció a Jerusalem en pregar.

## Equilibratge de la brúixola
Com que la inclinació i intensitat del camp magnètic terrestre varia a diferents latituds, les brúixoles generalment s'equilibren quan es fabriquen. L'equilibratge prevé mesures errònies a causa de les variacions de camp magnètic. La majoria de fabricants equilibren llurs brúixoles per a una de 5 zones terrestres, que van des de la zona 1, que cobreix la major part de l'hemisferi nord, a la zona 5, que cobreix Austràlia i els oceans del sud. Suunto, fabricant d'equips per a exploració, introduí les primeres brúixoles de 2 zones, que es poden usar en un hemisferi complet, i fins i tot en l'altre sense pèrdues importants de precisió.
 Països representatius de cada zona 
- Zona 1:  Hemisferi Nord (Estats Units, Nord d'Europa i Àsia)
- Zona 2:  Mèxic, Amèrica central, Panamà, Colòmbia, Veneçuela, Nord d'Àfrica
- Zona 3:  Perú, Bolívia, Brasil, Àfrica central
- Zona 4:  Paraguai, Uruguai, Sud de l'Argentina, Nova Guinea, Sud d'Àfrica
- Zona 5:  Austràlia, Antàrtida, Nova Zelanda

## Sistemes d'orientació i ubicació actuals
A hores d'ara la tecnologia i computació, a més de l'avanç satelital, han deixat molt de banda la brúixola, que ha estat substituïda pel GPS (o, Global Position System - Sistema de Posicionament Global).
Aquest sistema dona les coordenades exactes que calcula mitjançant la triangulació dels senyals de radiofreqüència que emeten els satèl·lits d'aquest sistema. Els equips de posicionament tenen la mida d'un telèfon mòbil, o el d'una calculadora científica, i donen i a qualsevol lloc de la Terra, informació de coordenades, mentre que d'altres models addicionen mapes que inclouen rutes, gasolineres, llocs sanitaris i fins el relleu o l'hostaleria.
No obstant, vaixells i avions segueixen portant brúixoles millorades que poden servir com a eina de navegació en cas d'avaria o mal funcionament dels sistemes més precisos. Les persones dedicades a activitats com el senderisme o l'exploració, també continuen utilitzant la brúixola, ja que no té parts fràgils i les possibilitats de mal funcionament són menors. A més, no requereixen piles (la qual cosa és rellevant des d'un punt de vista ecològic i pràctic) o accés a una presa d'electricitat.

## Passar de la brúixola al mapa

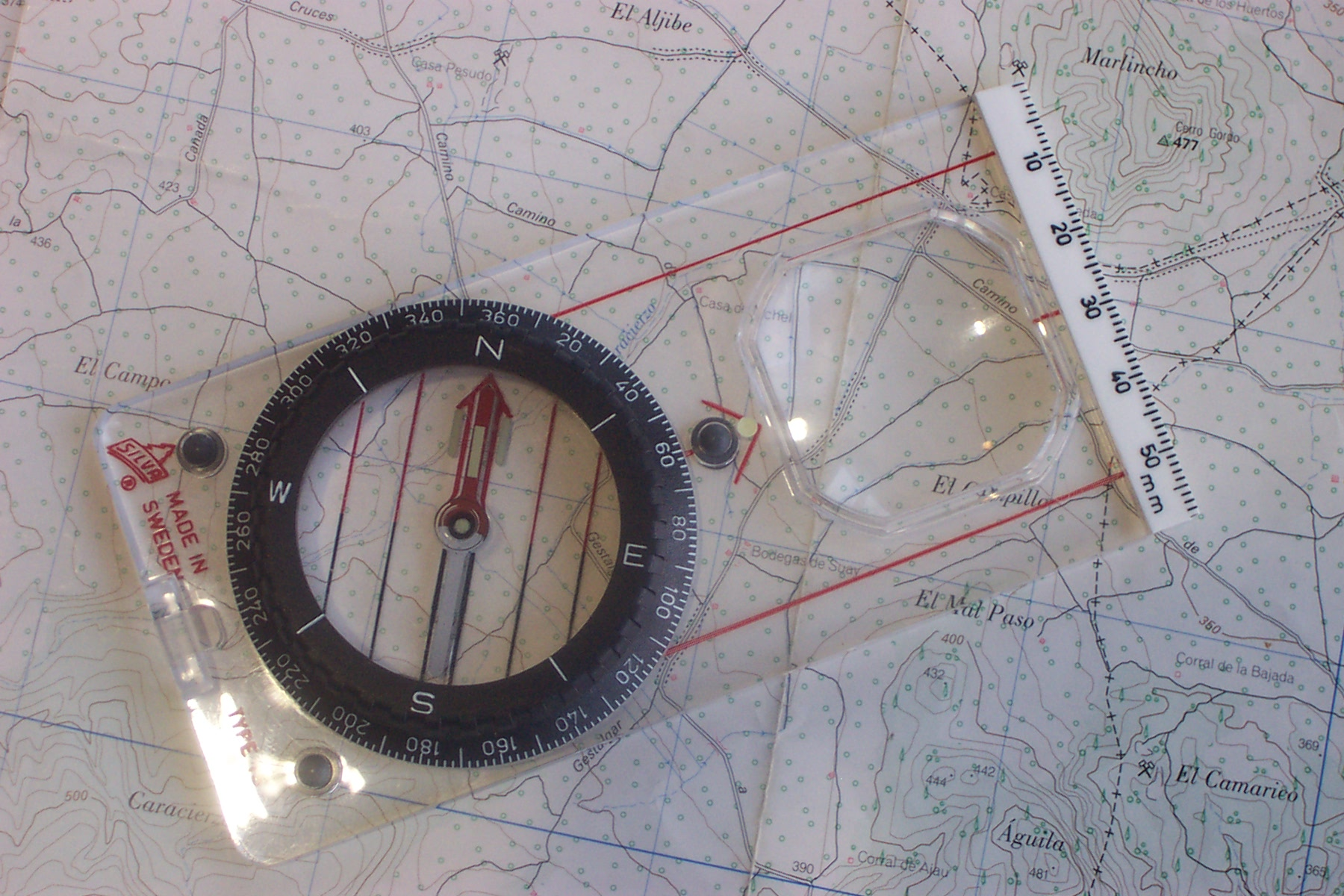
Brúixola i mapa moderns.

Quan es mesura en el terreny amb la brúixola s'obté el rumb (en referència al nord magnètic), en canvi a la carta s'utilitza l'azimut (en referència amb el nord geogràfic o veritable). Per convertir un rumb a un azimut és necessari primer conèixer la declinació magnètica. D'aquesta manera si la declinació magnètica és a l'Est, llavors l'azimut serà el rumb més la declinació magnètica (Az = Rm+Dm), en canvi, si la declinació magnètica és l'Oest llavors l'azimut és igual al rumb almenys la declinació magnètica (Az = Rm-Dm). Per facilitar les equacions i que s'utilitzi una sola, s'usa l'equació on l'azimut és el rumb més la declinació magnètica tenint en compte la convenció de signes on Est és positiu i Oest és negatiu. Exemple: per trobar l'azimut en un punt on el rumb és de 60° i la declinació magnètica és de 5° Oest (-5°), s'utilitza la fórmula: Az = Rm+Dm = 60°+(-5°) = 55°